# Coris
Genre
Coris est un genre de poissons de la famille des Labridae. La plupart des espèces sont très colorées et communément appelées « girelles ».

## Description
Ce genre comprend des poissons très colorés, hermaphrodites protérogynes, vivant dans les eaux tropicales et tempérées de l'océan Atlantique, l'océan Pacifique, l'océan Indien, mais aussi de la mer Méditerranée et de la mer Rouge. 
Ils sont tous carnivores, benthiques.
La plupart des poissons de ce genre vivent dans les eaux tropicales, et habitent aux abords des récifs coralliens, mais certaines espèces, comme Coris julis, vivent dans des eaux tempérées et affectionnent les herbiers et les fonds rocheux. 
Ce sont des poissons très prisés en aquariophilie à cause de leurs livrées de coloration remarquablement grande. 

## Espèces
Selon World Register of Marine Species (16 avril 2014) :
- Coris atlantica (Günther, 1862)

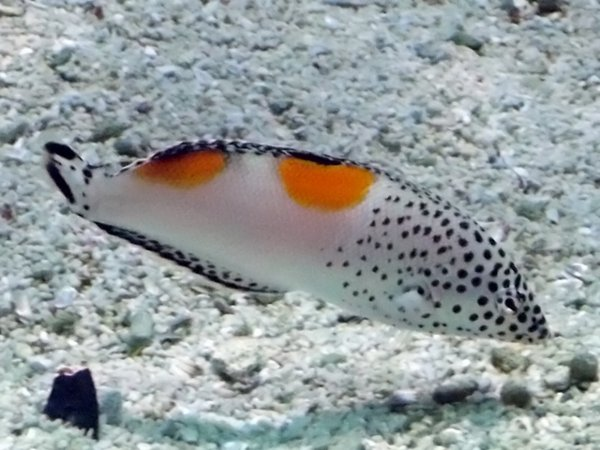
Juvénile de Coris aygula.

- Coris auricularis (Valenciennes, 1839)
- Coris aurilineata (Randall & Kuiter, 1982)
- Coris aygula (Lacépède, 1801)
- Coris ballieui (Vaillant & Sauvage, 1875)
- Coris batuensis (Bleeker, 1856)
- Coris bulbifrons (Randall & Kuiter, 1982)
- Coris caudimacula (Quoy & Gaimard, 1834)
- Coris centralis (Randall, 1999)
- Coris cuvieri (Bennett, 1831)
- Coris debueni (Randall, 1999)
- Coris dorsomacula (Fowler, 1908)
- Coris flavovittata (Bennett, 1828)
- Coris formosa (Bennett, 1830)
- Coris gaimard (Quoy & Gaimard, 1824)
- Coris hewetti (Randall, 1999)
- Coris julis (Linnaeus, 1758) - Girelle commune
- Coris marquesensis (Randall, 1999)
- Coris musume (Jordan & Snyder, 1904)
- Coris nigrotaenia (Mee & Hare, 1995)
- Coris picta (Bloch & Schneider, 1801)
- Coris pictoides (Randall & Kuiter, 1982)
- Coris sandeyeri (Hector, 1884)
- Coris variegata (Rüppell, 1835)
- Coris venusta (Vaillant & Sauvage, 1875) Aussi appelé Hemicoris remedius (Jenkins, 1901)

## Galerie

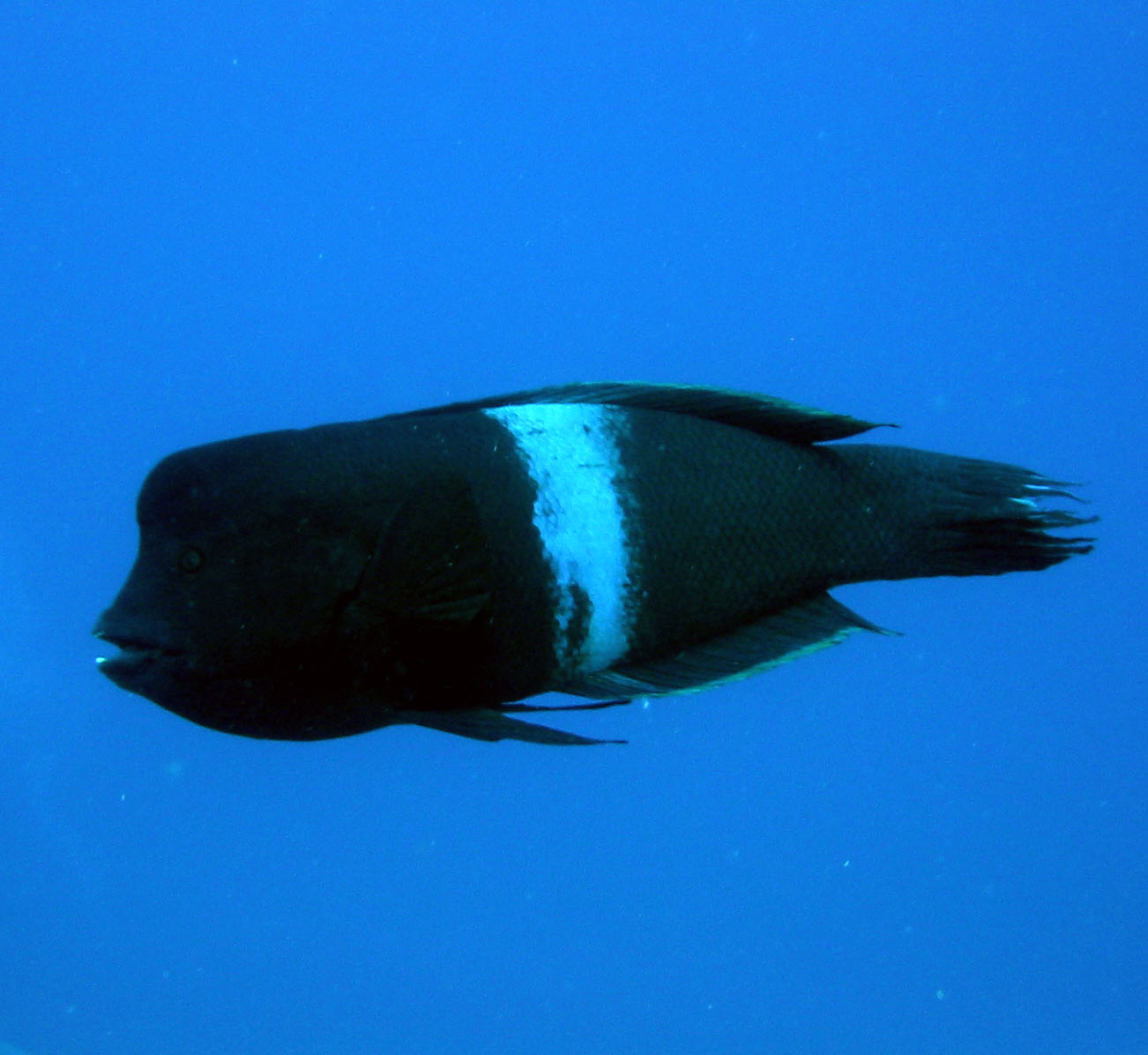
Coris aygula mâle
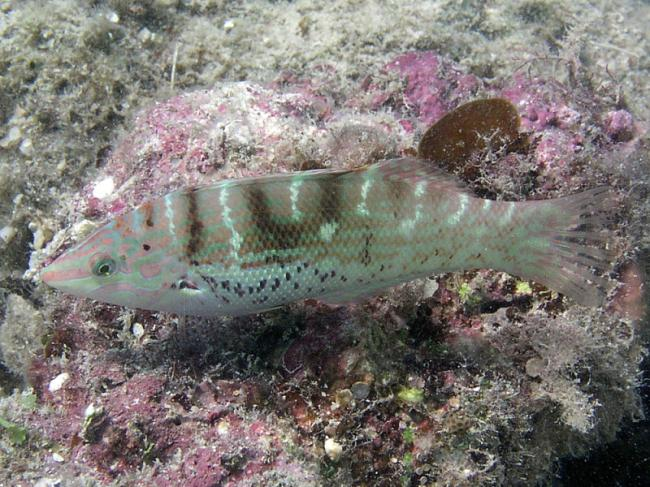
Coris batuensis
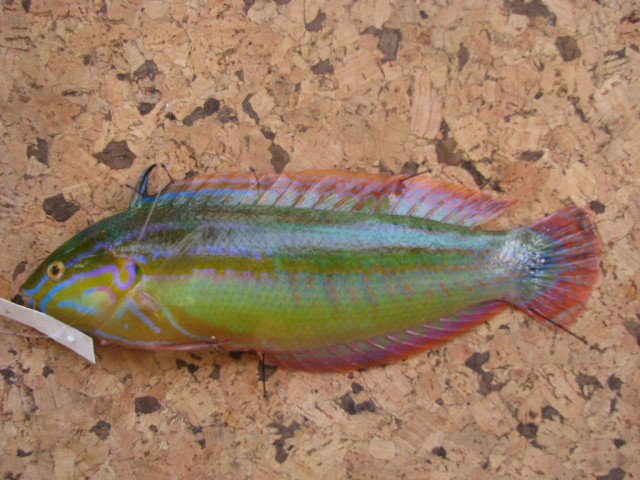
Coris caudimacula
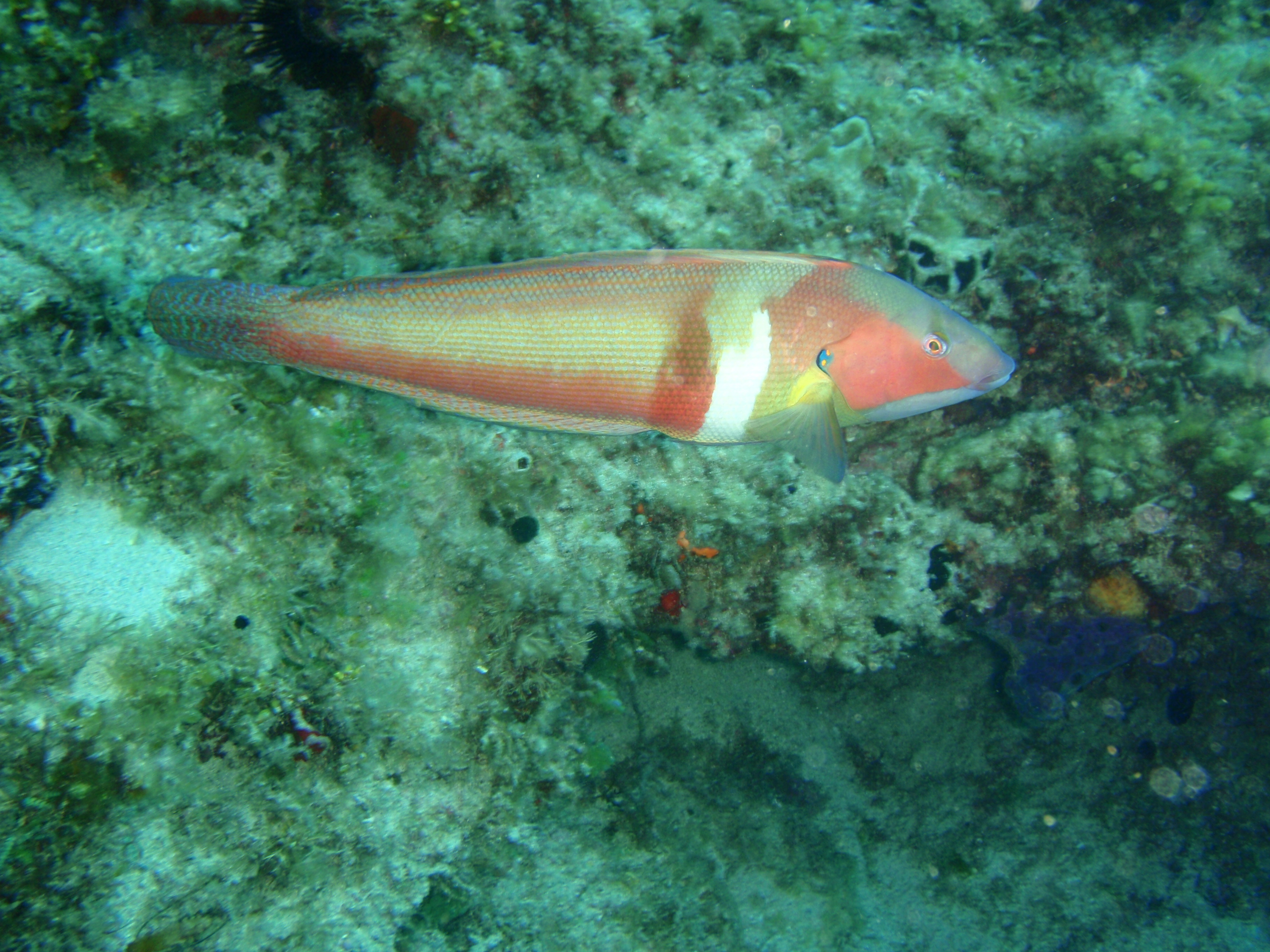
Coris auricularis mâle
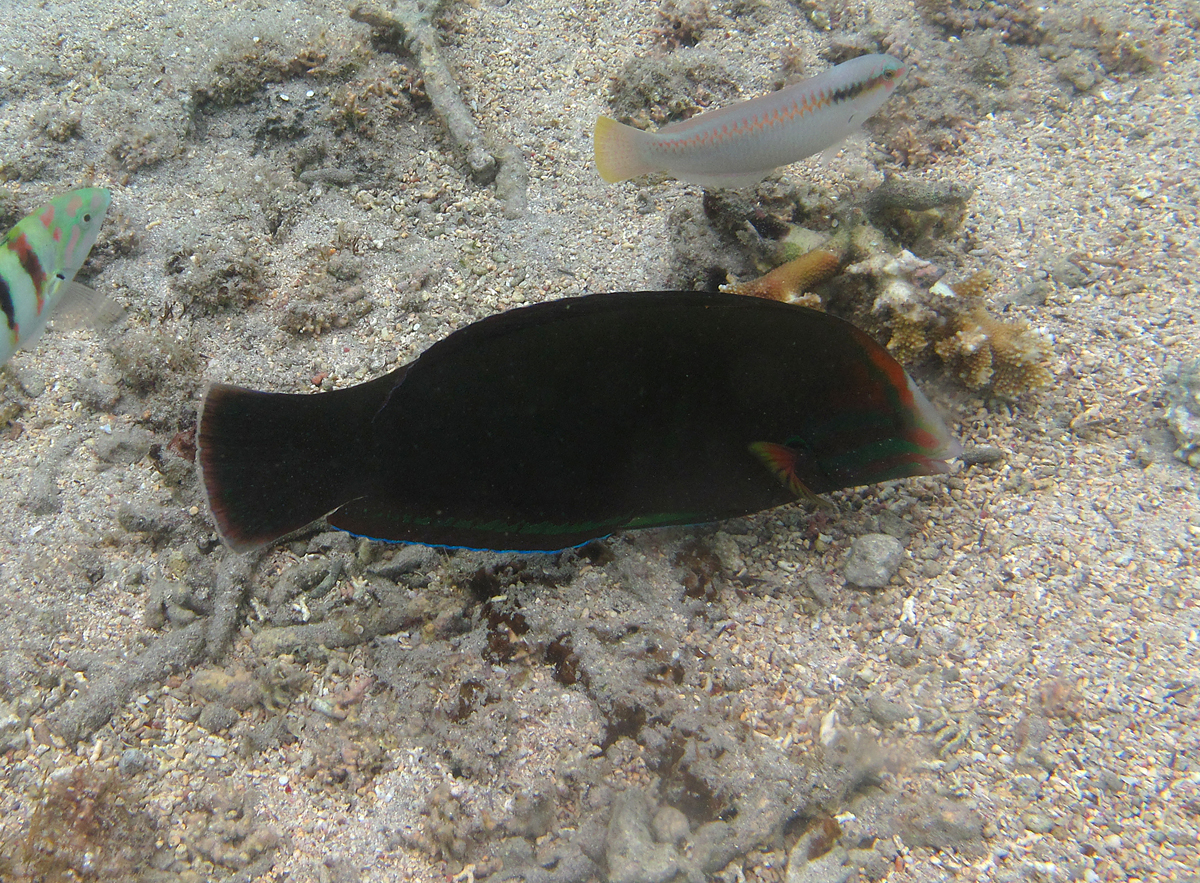
Coris cuvieri
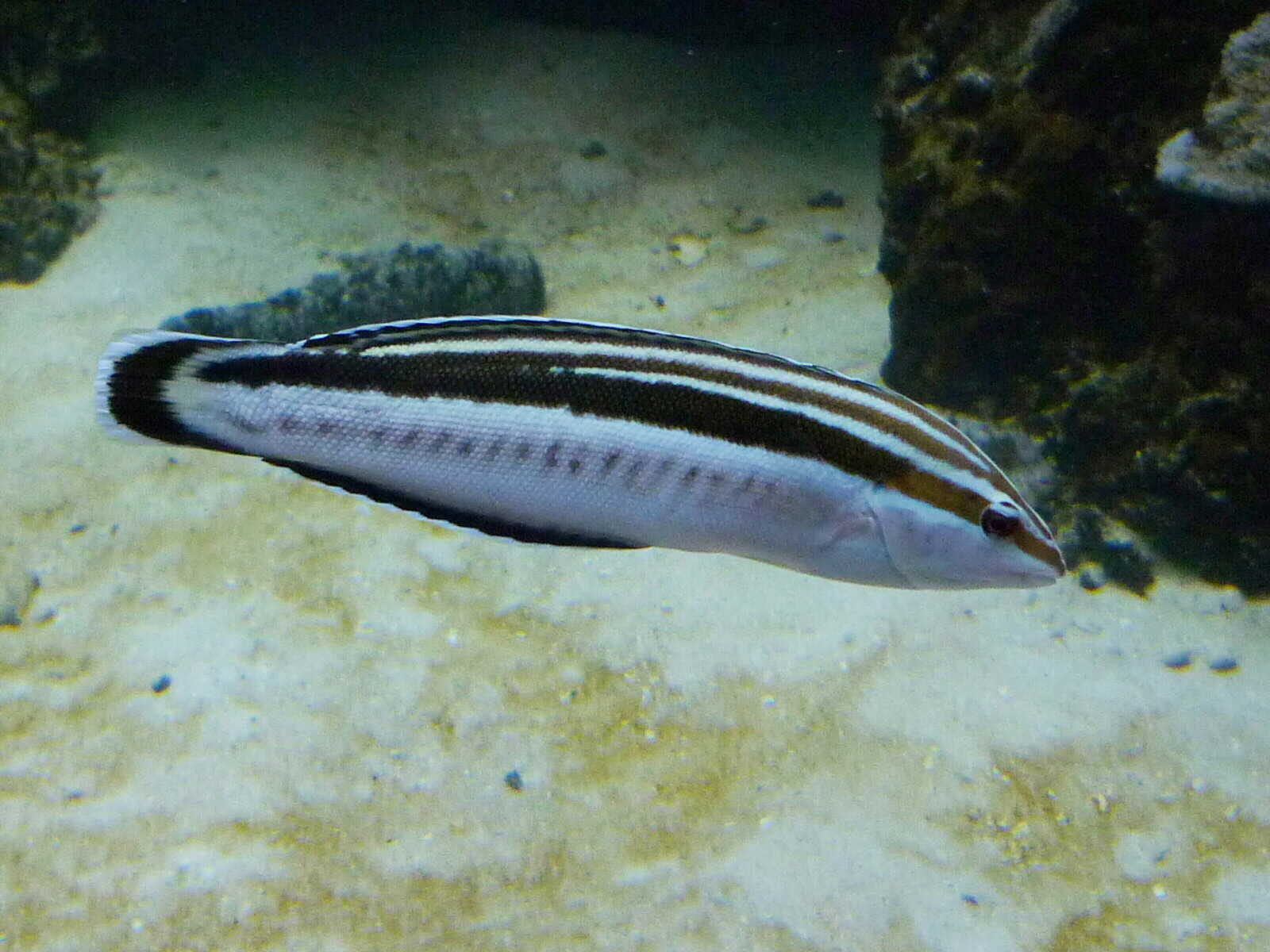
Coris flavovittata juvénile
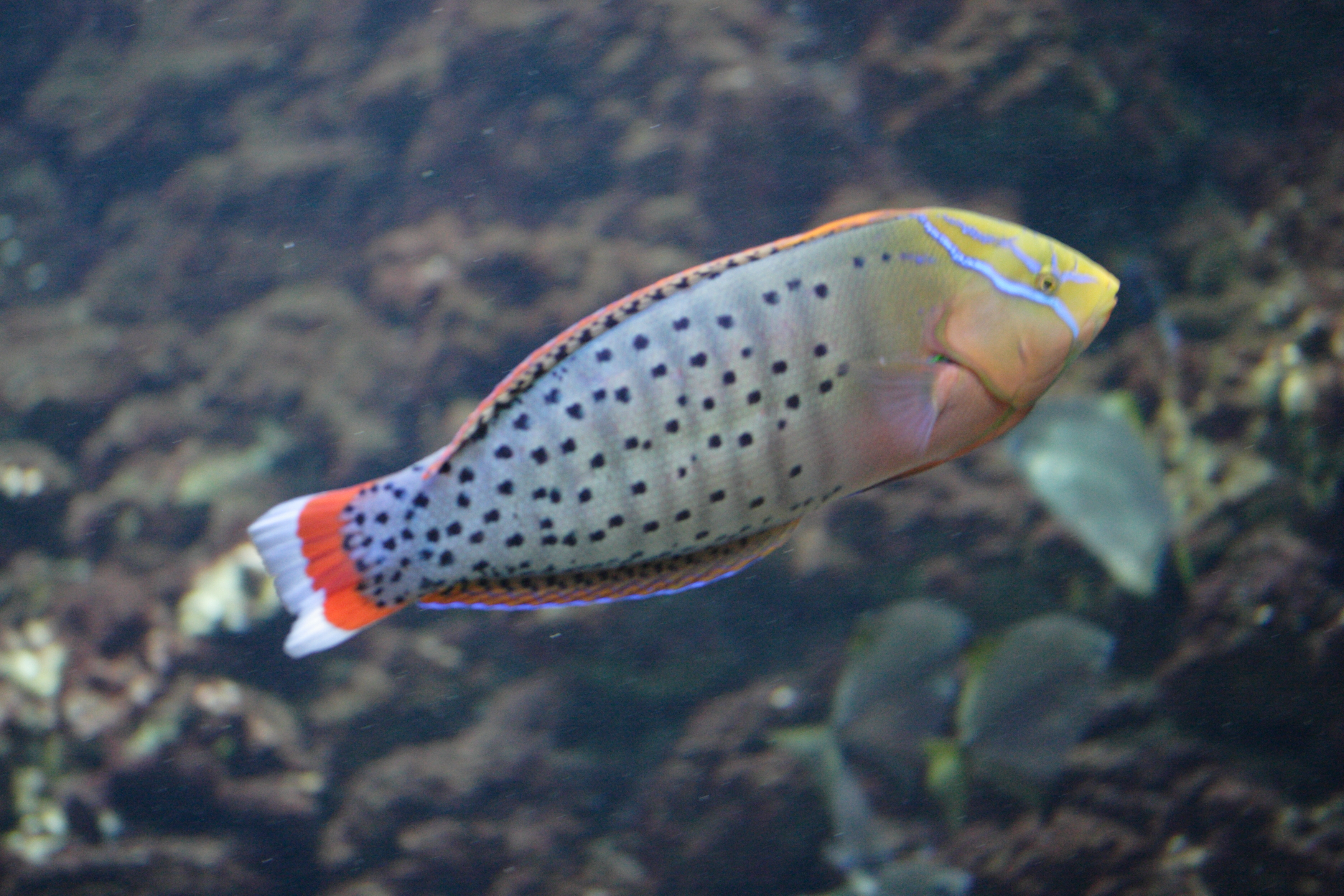
Coris formosa
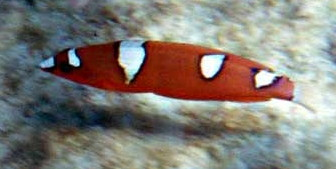
Juvénile de Coris gaimard
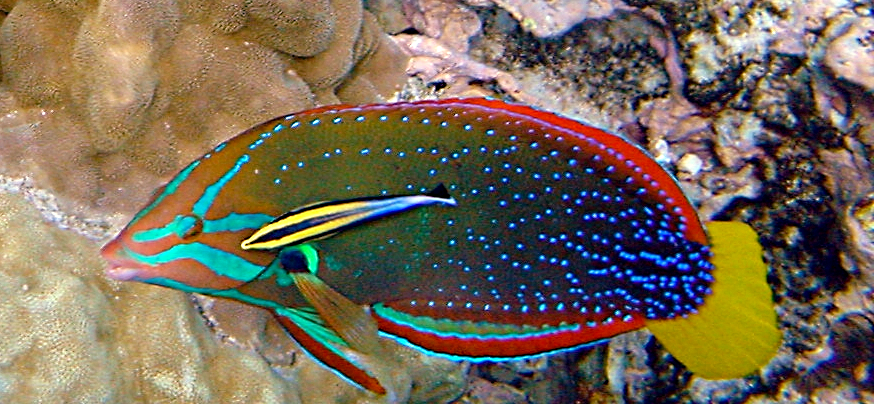
Coris gaimard
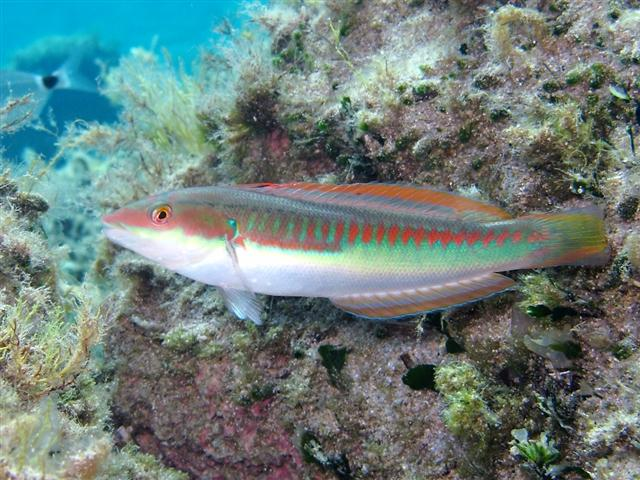
Coris julis mâle
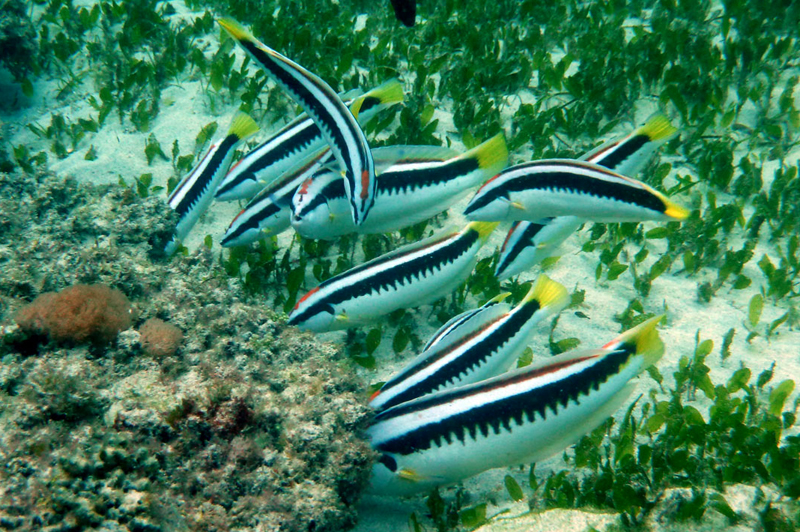
Coris picta
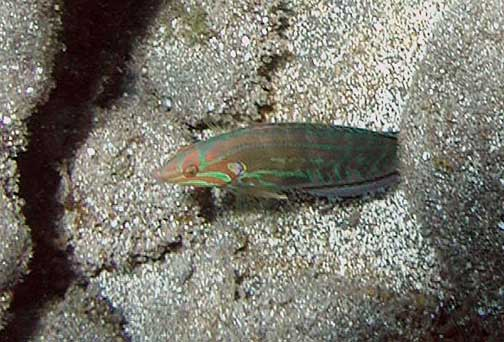
Coris venusta